# Galeno Ceccarelli
Galeno Ceccarelli (Gerfalco, 26 febbraio 1889 – Padova, 30 settembre 1970) è stato un chirurgo italiano.

## Biografia
Laureato all'Università di Firenze nel 1913, si dedicò alla chirurgia, perfezionandosi anche all'Università di Vienna.
Nel 1923 divenne aiuto nella Clinica chirurgica dell'Università di Perugia diretta dal Righetti.
Nel 1929 divenne professore di Patologia chirurgica nell'Università di Bari, e nel 1935 di clinica chirurgica dell'Università di Perugia.
Infine, nel 1939, fu chiamato a dirigere l'Istituto di Clinica chirurgica dell'Università di Padova, incarico che mantenne fino al collocamento fuori ruolo.
Dotato di grande preparazione teorica e di raffinata tecnica operatoria, diede impulso allo sviluppo delle nuove branche specialistiche che andavano distaccandosi della chirurgia generale e, in particolare, alla cardiochirurgia ed all'anestesia, fondando un'importante scuola chirurgica.
Diresse il Trattato Italiano di Patologia Chirurgica in 5 volumi (1964), e fu autore di numerose pubblicazioni scientifiche, cliniche e sperimentali, che spaziano in tutti i campi della chirurgia.
Fondò la rivista Acta Anaesthesiologica.
Fu membro di svariate società italiane e straniere di chirurgia.

## Opere principali
- Chirurgia della Cute e del sottocutaneo in Trattato di Tecnica Operatoria diretto da R. Alessandri e L. Torraca (1944).
- Chirurgia dei Vasi in Trattato di Tecnica Operatoria diretto da R. Alessandri e L. Torraca (1944).
- Chirurgia dei Nervi Periferici in Trattato di Tecnica Operatoria diretto da R. Alessandri e L. Torraca (1944).
- Chirurgia della Milza in Trattato di Tecnica Operatoria diretto da R. Alessandri e L. Torraca (1949).
- Trattato di Diagnostica Chirurgica (2 voll., 1957).
- Malattie cardiovascolari acquisite in Trattato Italiano di Patologia Chirurgica diretto da G. Ceccarelli (1964).
- La sutura (1970).